# Distretto di Xiaying
Il distretto di Xiaying (下營區S, Xiàyíng QūP) è un distretto della municipalità di Tainan, situata a Taiwan.